# Mesorregión del Sudeste Mato-Grossense
La mesorregión del Sudeste Mato-Grossense es una de las cinco  mesorregiones del estado brasileño de Mato Grosso. Es formada por la unión de 22 municipios agrupados en cuatro  microrregiones.

## Microrregiones
- Alto Araguaia
- Primavera do Leste
- Rondonópolis
- Tesouro

- Datos: Q2362589